# James Reineking

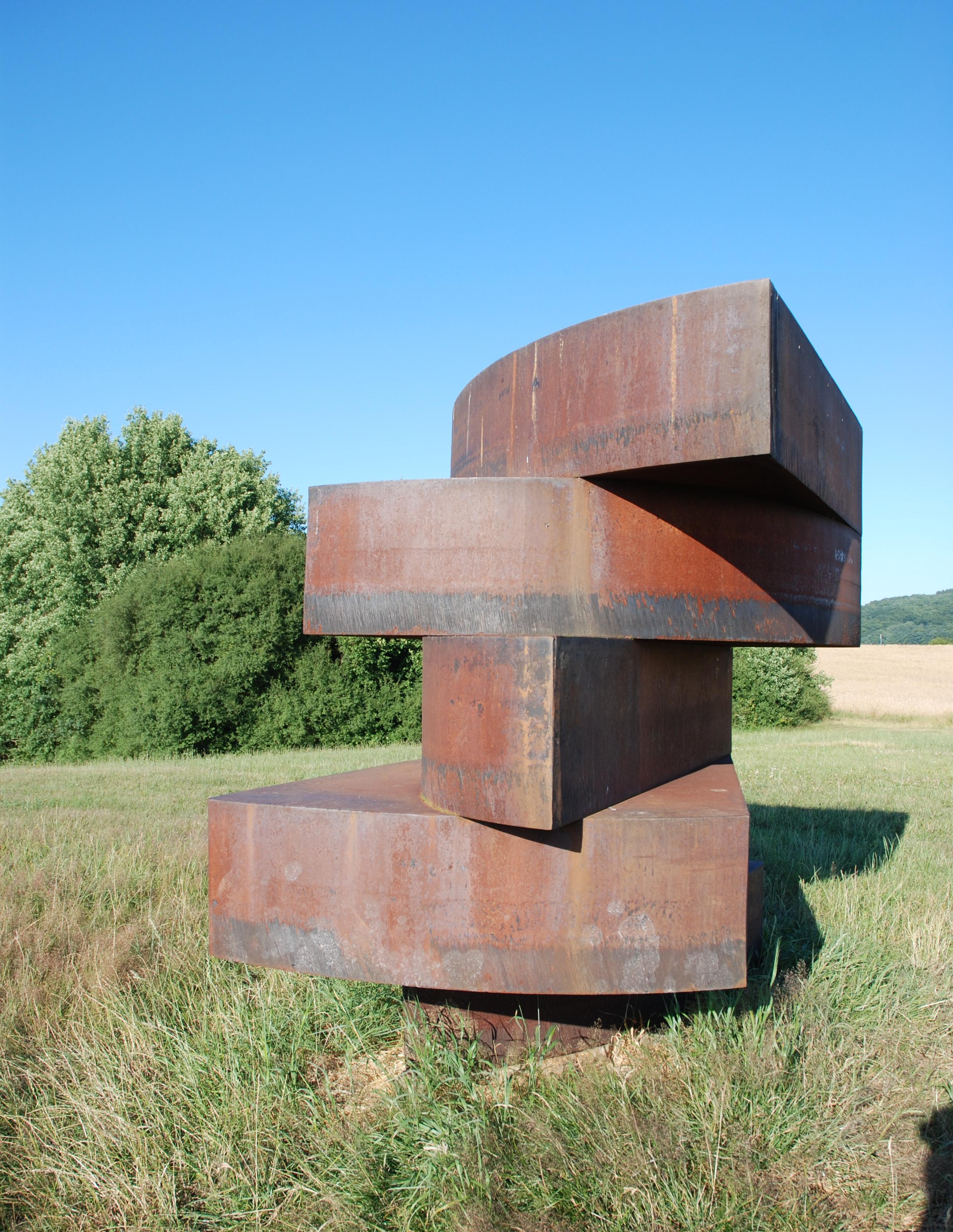
ohne Titel (for Leo) (1996), Straße der Skulpturen (St. Wendel)

James Reineking (* 6. Oktober 1937 in Minot, North Dakota; † 25. August 2018) war ein US-amerikanischer Bildhauer und Zeichner.

## Leben
James Reineking studierte an verschiedenen Universitäten in den USA und erhielt mehrere Stipendien. 1967 schloss er mit dem Master of Fine Arts ab. Er übernahm Lehrtätigkeiten an verschiedenen US-amerikanischen Universitäten und ging 1970 nach New York. Seit 1980 lebte er ständig in Deutschland, zunächst in Köln. Von 1990 bis 2003 war er Professor für Bildhauerei an der Akademie der Bildenden Künste München. Reineking lebte und arbeitete in München.
Schon 1970 stellte er im San Francisco Museum of Modern Art, 1972 bei der Whitney Biennale, New York, aus. 1977 wurde Reineking zur Skulptur.Projekte Münster sowie zur documenta 6, Kassel, eingeladen. Seine ersten größeren institutionellen Einzelausstellungen (jeweils mit Katalog) hatte er 1980 in der Baxter Art Gallery, Pasadena (Kalifornien), und zusammen mit dem US-amerikanischen Maler Robert Mangold in der Kunsthalle Bielefeld. Seither folgten zahlreiche Ausstellungsbeteiligungen – neben Kalifornien, Dublin, Aalborg, Brüssel und Humlebaek – in Deutschland, darunter in der Kunsthalle Hamburg (1982), im Wilhelm-Lehmbruck-Museum, Duisburg (1985), in der Kunsthalle Bremen (1986), im Wilhelm-Hack-Museum, Ludwigshafen (1987), die 37. Jahresausstellung des Deutschen Künstlerbunds in der Kunsthalle zu Kiel (1989), im Museum St. Wendel (2005), in der Kunsthalle Mannheim (2008), im Haus der Kunst, München (2008) und regelmäßig in der Galerie Rupert Walser, München.
James Reineking war von 1983 an Mitglied im Deutschen Künstlerbund. Er nahm an den DKB-Jahresausstellungen 1983 (Berlin, Martin-Gropius-Bau), 1984 (Frankfurt, Historisches Museum), 1989 (Kiel, Kunsthalle zu Kiel) und 1993 (Dresden, Albertinum) teil.

## Werk
Ein seit 1971 wiederkehrendes Thema in Reinekings Werk ist, dass Skulpturen aus einem einzigen Stahlblech – meist in Form eines Rechtecks – heraus entstehen; dieses wird geschnitten, gebogen, die Teile ggf. gewalzt und raffiniert neu arrangiert. Dabei entsteht aus der einfachen, zweidimensionalen Ausgangsform in wenigen Schritten eine verblüffend komplexe, dreidimensionale Skulptur. Der Rezipient davor ist bestrebt, die Teile im Geiste wieder zum ursprünglichen, zweidimensionalen Ganzen zurückzuschieben bzw. zurückzubiegen und den Herstellungsprozess nachzuvollziehen. Hat er die Skulptur auf diese Weise einmal entschlüsselt, wird er das komplexe Mehrteilige nicht mehr sehen, ohne das verbindende Ganze mitzudenken. Schöne Beispiele dieser Art sind die Arbeiten Dislocator in Essen oder Synclasticon in Münster.
Seine Arbeiten rücken James Reineking in die Nähe der Konzeptkunst (wie z. B. bei ohne Titel (for Leo)), der Minimal Art (wie z. B. bei Anrührung) sowie der Konkreten Kunst (wie z. B. bei Innen-Außen-Neben).
Die Arbeit ohne Titel (for Leo) steht am höchsten Punkt eines kleinen Hügels an der Straße der Skulpturen (St. Wendel). Reineking geht von der geographischen Situation vor Ort aus: auf einer topographischen Karte findet er den Kopf der Anhöhe durch eine ellipsenförmige Höhenlinie dargestellt. Schräg durch ebendiese Ellipse verläuft eine schnurgerade Linie – eine Grundstücksgrenze. Dies nimmt Reineking zum Anlass, ein elliptisches, 40 cm starkes Stahlblech ebenso zu durchschneiden. Die eine Hälfte teilt er sodann in zwei Teile, die andere in drei Teile. Die fünf Stücke, die er so erhält, stapelt er derart, dass sie auf einer Seite Schnittkante auf Schnittkante übereinander liegen: auf diese Weise illustrieren sie die in der Landschaft nicht sichtbare Grenzlinie.
Die Arbeit Anrührung, Schloss Morsbroich, lebt vom Gegensatz zwischen dem geraden Stahlblech einerseits und dem gleich langen, zu einer Spirale gebogenen Stahlblech andererseits. Sie illustriert damit, wie unter Zuhilfenahme der dritten Dimension aus einem Rechteck eine anmutige Form werden kann, die gar einen Durchlass hat. Die Art, wie beide Teile aneinandergefügt sind, wiederum lässt eine Bewegung vom einen zum anderen Ende der Stahlbandes spürbar werden, die umgelenkt wird. Eine Bewegung, die beide Teile jeweils einzeln für sich nicht ausstrahlen.
Zum Mitschaffenden am Kunstwerk wird der Betrachter bei der Arbeit Innen-Außen-Neben in Marl, wenn er einen Kreis erkennt, wo eigentlich nur drei Einzelteile vorliegen. Über das Spannungsverhältnis zwischen dem imaginären Kreis und den Segmenten bei einer ähnlichen Arbeit, Circular-Rune (1974), die aus einer quadratischen Stahlplatte ausgeschnitten ist, schreibt Max Imdahl: „Das Bedingte ist – ohne jemals aufzuhören, das Bedingte zu sein – zugleich das Bedingende.“
In Kempen hat James Reineking den Grundriss der historischen Altstadt verwendet und ihn entlang seiner Hauptverkehrsachsen in sieben Einzelteile zerlegt. Diese Einzelteile hat er anschließend zur Skulptur Übereinander gestapelt (2002).
Sein letztes großes Werk Archimedes Albtraum wurde 2012 in Erlangen aufgestellt. Hierbei gelang es ihm, eine neue Formensprache zu finden, die sich im kleineren Precarious von 2014 wiederfindet.
In zahlreichen deutschen Städten ist James Reineking mit Arbeiten im öffentlichen Raum vertreten, darunter in Marl, St. Wendel, Essen, Münster, Kempen, Leverkusen, Erlangen und Langenhagen.

## Fotogalerie

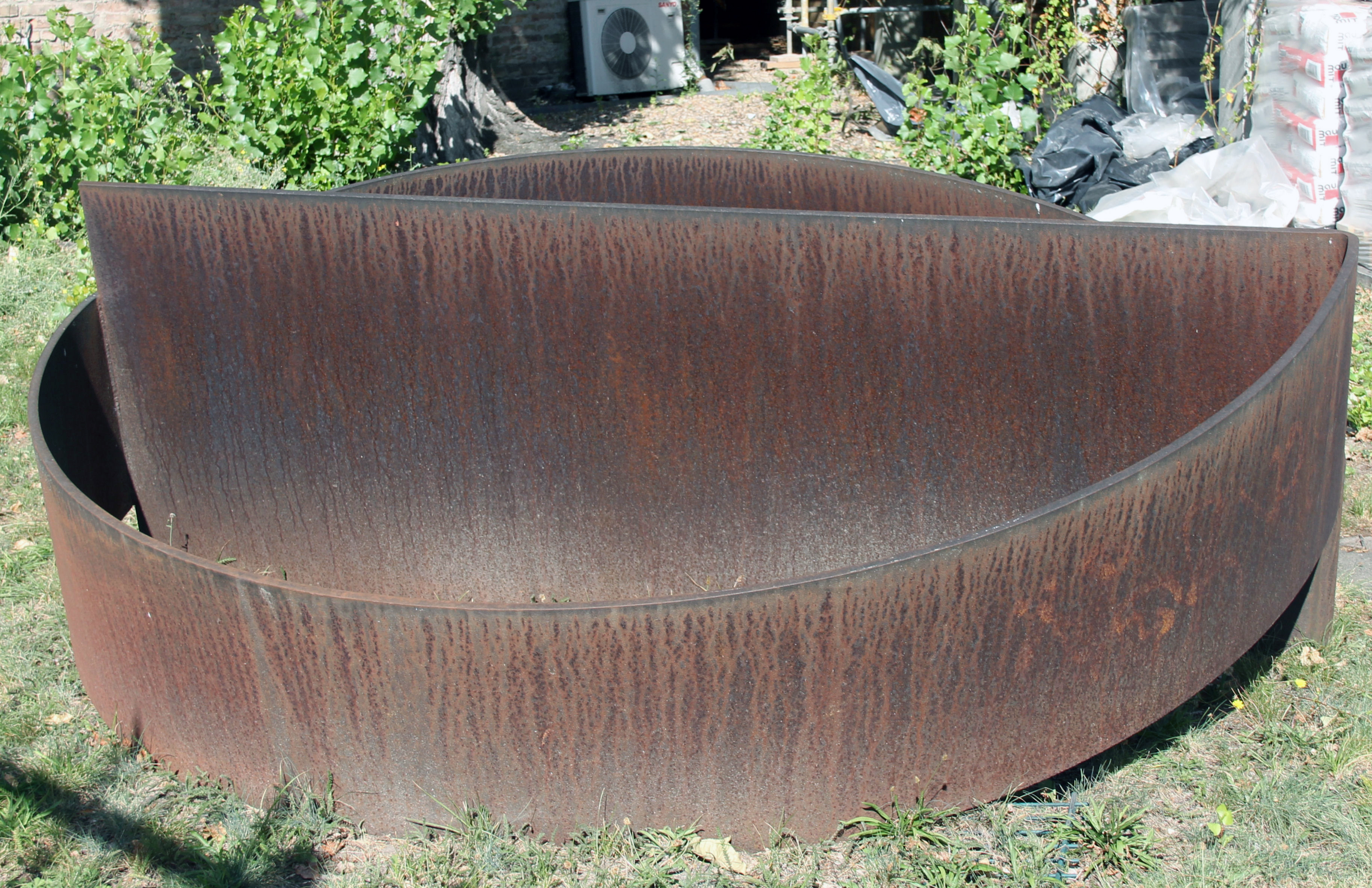
Touching I (1978) Berlin-Tiergarten
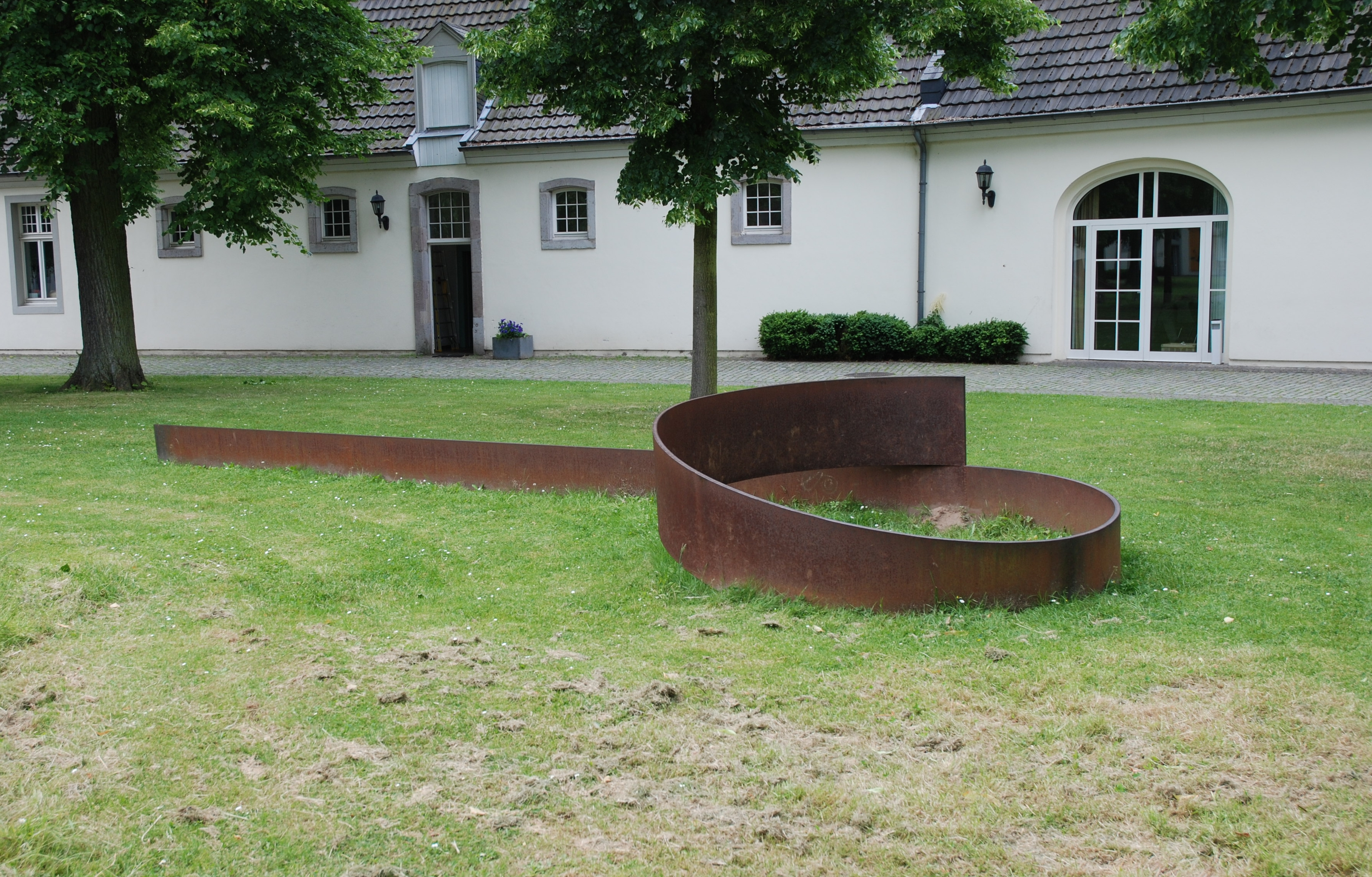
Anrührung (1981/85) Schloss Morsbroich
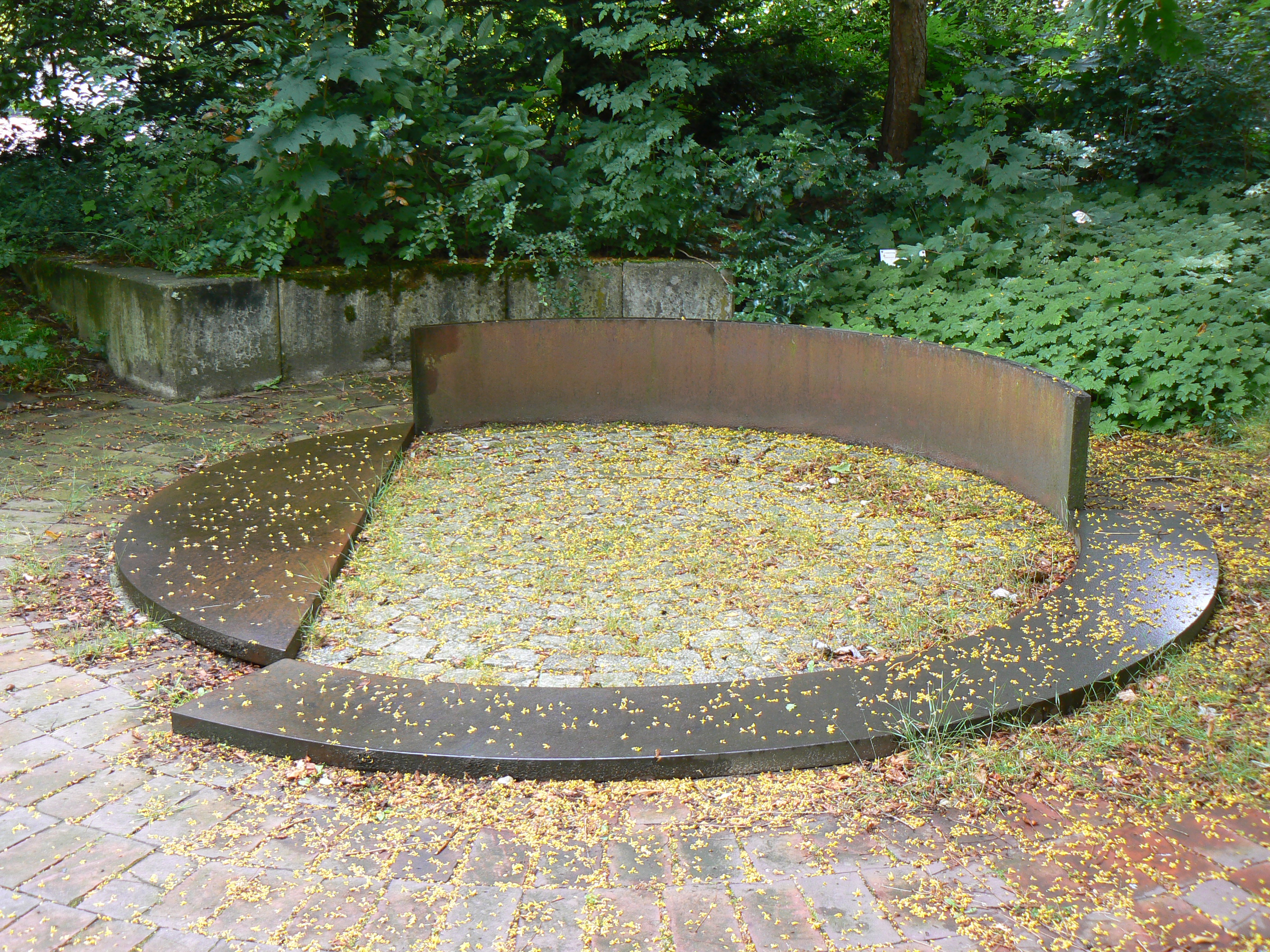
Innen-Außen-Neben (1982), Skulpturenmuseum Glaskasten Marl.
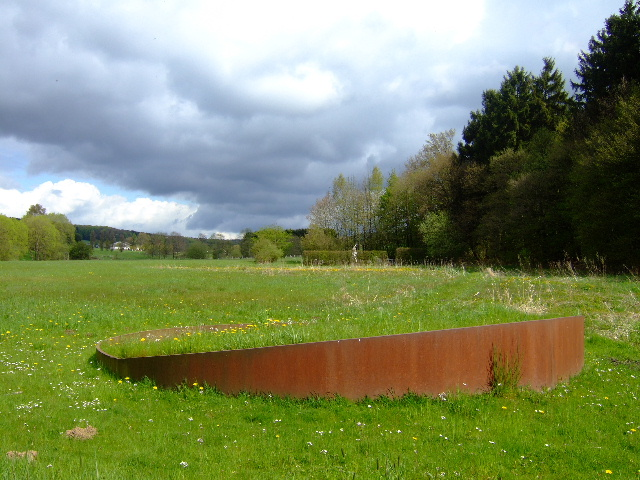
TAL-Tilt (1989). Skulpturenpark „Im Tal“,[7] Hasselbach (Westerwald)
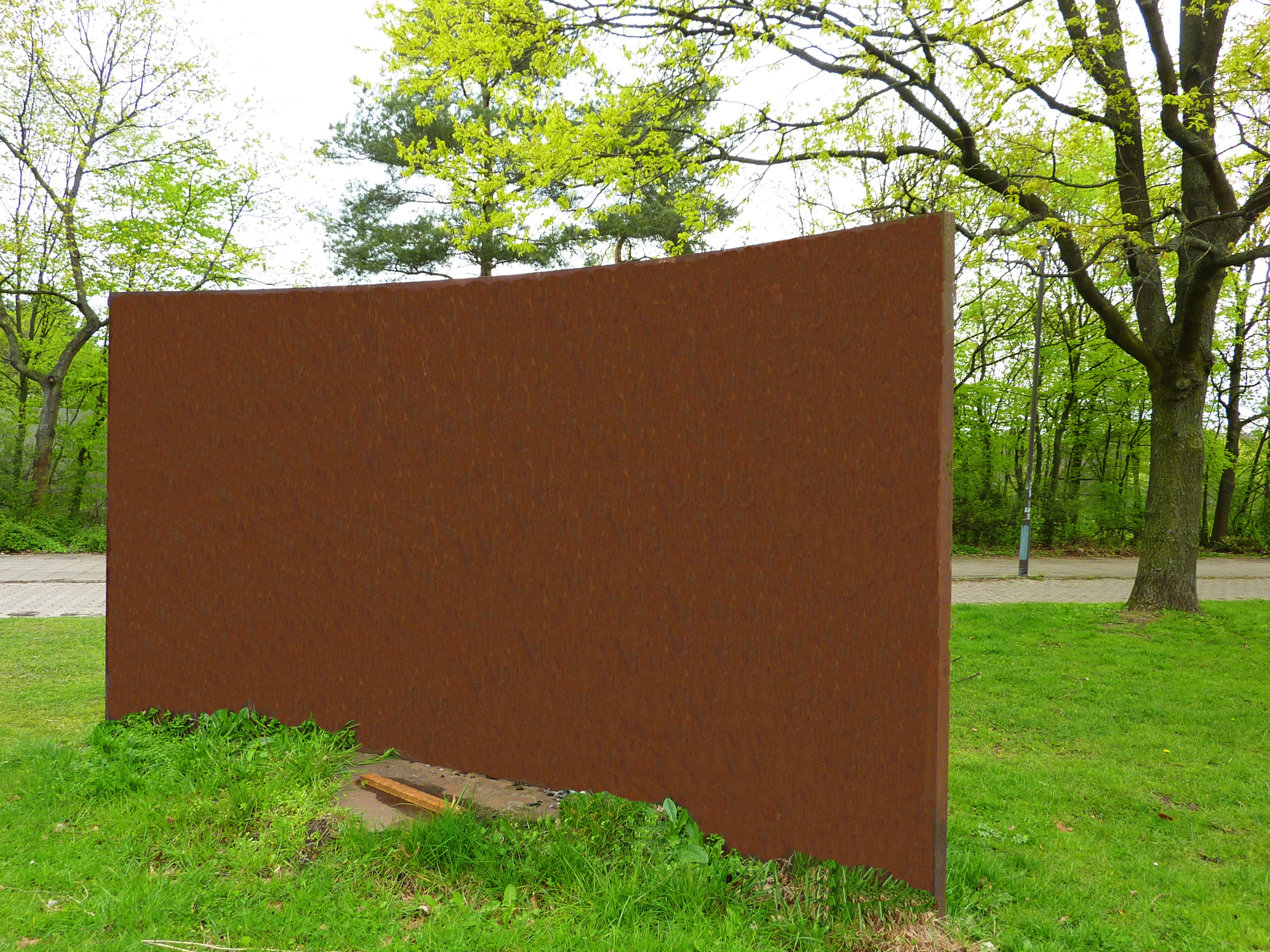
Plinth III (1988–1990), 99Standpunkte Langenhagen